# Södersvik
Södersvik – miejscowość (tätort) w Szwecji, w regionie administracyjnym (län) Sztokholm, w gminie Norrtälje.
Według danych Szwedzkiego Urzędu Statystycznego liczba ludności wyniosła: 352 (31 grudnia 2015), 401 (31 grudnia 2018) i 432 (31 grudnia 2019).